# The Scorpion King: Sword of Osiris
The Scorpion King: Sword of Osiris est un jeu vidéo de plates-formes développé par WayForward Technologies et édité par Universal Interactive, sorti en 2002 sur Game Boy Advance.
Il fait suite au film Le Roi Scorpion.

## Accueil
- Jeuxvideo.com : 14/20[1]